# Ramsayornis
A Ramsayornis a madarak osztályának verébalakúak (Passeriformes) rendjébe, valamint a mézevőfélék (Meliphagidae) családjába tartozó nem.

## Rendszerezés
A nemet Gregory Macalister Mathews írta le 1912-ben, az alábbi 2 faj tartozik ide:
- mocsári mézevő (Ramsayornis modestus)
- hullámosmellű mézevő (Ramsayornis fasciatus)